# 収穫人たち
収穫人たち （しゅうかくにんたち、カタルーニャ語：Els Segadors）は、スペイン、カタルーニャの国歌である。19世紀後半からカタルーニャの人々はカタルーニャの国歌として非公式に歌ってきた。1993年2月25日、カタルーニャ自治州議会は、公式に『収穫人たち』を国歌に制定した 。

## 概要
この歌は、スペインの圧制に対して起きた1640年の収穫人戦争時に生まれた。現在の歌詞は、1882年に発表された文献学者マヌエル・ミラーのRomancerillo catalánに収められていた、17世紀のロマンセを元として、1899年にエミリ・グアニャベントが創作した。ロマンセの詩もグアニャベントの歌詞も、どちらも民衆に広まった。しかし、現在の歌詞は作詞者グアニャベントの政治的な意図が強い。音楽は、古くから歌い継がれてきた民謡のメロディーを元に、フランセスク・アリオが作曲したものである。
また、2017年に独立を宣言したカタルーニャ共和国の国歌としても歌われている。

## 歌詞
| Catalunya triomfant, tornarà a ser rica i plena. Endarrera aquesta gent tan ufana i tan superba. Bon cop de falç, Defensors de la terra! Bon cop de falç! Ara és hora, segadors. Ara és hora d'estar alerta. Per quan vingui un altre juny esmolem ben bé les eines. Bon cop de falç, Defensors de la terra! Bon cop de falç! Que tremoli l'enemic en veient la nostra ensenya. Com fem caure espigues d'or, quan convé seguem cadenes. Bon cop de falç, Defensors de la terra! Bon cop de falç! | 勝利を収めたカタルーニャは、 再び豊かで満ち足りた地となるだろう。 追い払え、あの者たちを、 かくも傲慢で尊大な者どもを。 鎌を振り下ろせ、 大地の守り手たちよ！ 鎌を振り下ろせ！ 今がその時だ、収穫人たちよ。 今こそ警戒すべき時だ。 次なる6月のために 我々の武器をよく研いでおこう。 鎌を振り下ろせ、 大地の守り手たちよ！ 鎌を振り下ろせ！ 我らの旗を目にした敵を、 震え上がらせよ。 黄金の麦の穂を刈り取るように、 好機至れば、我らは鎖を断ち切るのだ。 鎌を振り下ろせ、 大地の守り手たちよ！ 鎌を振り下ろせ！ |

## 参照
1. ↑  Los símbolos nacionales. Cataluña. Generalidad de Cataluña - Texto del himno nacional Archived 2008年10月21日, at the Wayback Machine..
2. ↑  カタルーニャ語での動詞seguemは、segadorsと語源が同じである。よって、作物を刈り取るように彼らは鎖を断つつもりなのである。